# Grace Upshaw
Grace Upshaw (* 25. September 1975 in Berkeley, Kalifornien) ist eine US-amerikanische Leichtathletin.
Grace Upshaw war in den Jahren 2003 und 2005 jeweils US-amerikanische Meisterin im Weitsprung. 2004 nahm sie an den Olympischen Spielen in Athen teil und wurde Zehnte. Zweimal nahm sie an Leichtathletik-Weltmeisterschaften teil. Bei den Leichtathletik-Weltmeisterschaften 2003 in Paris wurde sie Achte und bei den Leichtathletik-Weltmeisterschaften 2005 in Helsinki wurde sie Siebte.

## Persönliche Bestleistungen
- 100 m – 11,81 s
- 200 m – 24,54 s
- Weitsprung – 6,84 m

| Personendaten    | Personendaten                   |
| ---------------- | ------------------------------- |
| NAME             | Upshaw, Grace                   |
| KURZBESCHREIBUNG | US-amerikanische Leichtathletin |
| GEBURTSDATUM     | 25. September 1975              |
| GEBURTSORT       | Berkeley, Kalifornien           |